# Summer World University Games 2025/Teilnehmer (Thailand)
| Gelbes Symbol für Goldmedaillen mit stilisierten Olympischen Ringen | Graues Symbol für Silbermedaillen mit stilisierten Olympischen Ringen | Braundes Symbol für Bronzemedaillen mit stilisierten Olympischen Ringen |
| ------------------------------------------------------------------- | --------------------------------------------------------------------- | ----------------------------------------------------------------------- |
| 2                                                                   | 4                                                                     | 4                                                                       |

Thailand nahm an den Summer World University Games 2025 vom 16. bis zum 27. Juli mit 62 Athleten (31 Männer und 31 Frauen) teil.

## Medaillen

### Medaillenspiegel
| Rang   | Sportart       | Gold | Silber | Bronze | Gesamt |
| ------ | -------------- | ---- | ------ | ------ | ------ |
| 1      | Taekwondo      | 1    | 2      | 3      | 6      |
| 2      | Badminton      | 1    | 1      | 1      | 3      |
| 3      | Leichtathletik | –    | 1      | –      | 1      |
| Gesamt | Gesamt         | 2    | 4      | 4      | 10     |

### Medaillengewinner
| Name/n                                                        | Sportart       | Wettkampf          |
| ------------------------------------------------------------- | -------------- | ------------------ |
| Gold                                                          |                |                    |
| Thamonwan Nithiittikrai                                       | Badminton      | Dameneinzel        |
| Bunlung Tubtimdang                                            | Taekwondo      | Kyorugi -68 kg     |
| Silber                                                        |                |                    |
| Tidapron Kleebyeesun                                          | Badminton      | Dameneinzel        |
| Puripol Boonson                                               | Leichtathletik | 100 m              |
| Sirawit Mahamad                                               | Taekwondo      | Kyorugi -58 kg     |
| Chutikan Jongkolrattanawattana                                | Taekwondo      | Kyorugi -53 kg     |
| Bronze                                                        |                |                    |
| Peeratchai Sukphun Pakkapon Teeraratsakul                     | Badminton      | Herrendoppel       |
| Kamonchanok Seeken                                            | Taekwondo      | Kyorugi -49 kg     |
| Sasikarn Tongchan                                             | Taekwondo      | Kyorugi -62 kg     |
| Sasikarn Tongchan Orawan Ratsameprapa Piyachutrutai Chareewan | Taekwondo      | Kyorugi Mannschaft |

## Teilnehmer nach Sportarten

### Badminton
| Männer - Narut Saengkham - Peeratchai Sukphun - Pakkapon Teeraratsakul - Panitchaphon Teeraratsakul - Apichasit Teerawiwat - Wongsup Wongsup-In | Frauen - Lalinrat Chaiwan - Tidapron Kleebyeesun - Chasinee Korepap - Thamonwan Nithiittikrai - Atitaya Povanon - Patida Srisawat |

### Beachvolleyball
| Frauen - Salinda Mungkhon - Patcharaporn Seehawong |

### Judo
| Männer - Kathatham Manomai - Rattanan Kaunsatan |

### Leichtathletik
| Männer - Puripol Boonson - Thawatchai Himaiad - Methawi Kanhaaudom - Jirateep Bundee - Muhamah Salaeh - Natawat Iamudom - Soraoat Dapbang - Piyawat Aendu | Frauen - Athicha Phetkun - Jirapat Khanonta - Chinenye Onuorah - Benny Nontanam - Arisa Weruwarak - Manatsada Sanmano - Sukanda Petraksa |

### Rudern
| Männer - Narongsak Naksaeng (Einer) - Phasin Chueatai (Mixed-Doppelvierer) - Siripong Chaiwichitchonkul (Mixed-Doppelvierer) | Frauen - Jirakit Phuetthonglang (Mixed-Doppelvierer) - Natticha Kaewhom (Mixed-Doppelvierer) |

### Taekwondo
| Männer - Thanat Taecharattanawiboon - Sirawit Mahamad - Napat Sritimongkol - Bunlung Tubtimdang - Jack Woody Mercer - Chaichon Cho | Frauen - Patcharakan Poolkerd - Kamonchanok Seeken - Chutikan Jongkolrattanawattana - Orawan Ratsameprapa - Sasikarn Tongchan - Piyachutrutai Chareewan |

### Tennis
| Männer - Tanakorn Srirat - Suphawat Saeoui - Yuttana Charoenphon - Taentawan Taddeo Majoli Maggioli | Frauen - Watsachol Sawatdee - Pawinee Ruamrak - Lidia Podgorichani - Viera Deeperm |

### Tischtennis
| Männer - Punnatat Tungbovornphichet - Napat Thanmathikom | Frauen - Nanapat Kola - Wirakaran Tayapitak - Jinnipa Sawettabut |

### Turnen

#### Rhythmische Sportgymnastik
Frauen
- Piyada Peeramatukorn